# Principe de puissance maximum
 (mai 2022).
La mise en forme du texte ne suit pas les recommandations de Wikipédia : il faut le « wikifier ».
Les points d'amélioration suivants sont les cas les plus fréquents. Le détail des points à revoir est peut-être précisé sur la page de discussion.
- Les titres sont pré-formatés par le logiciel. Ils ne sont ni en capitales, ni en gras.
- Le texte ne doit pas être écrit en capitales (les noms de famille non plus), ni en gras, ni en italique, ni en « petit »…
- Le gras n'est utilisé que pour surligner le titre de l'article dans l'introduction, une seule fois.
- L'italique est rarement utilisé : mots en langue étrangère, titres d'œuvres, noms de bateaux, etc.
- Les citations ne sont pas en italique mais en corps de texte normal. Elles sont entourées par des guillemets français : « et ».
- Les listes à puces sont à éviter, des paragraphes rédigés étant largement préférés. Les tableaux sont à réserver à la présentation de données structurées (résultats, etc.).
- Les appels de note de bas de page (petits chiffres en exposant, introduits par l'outil «  Source ») sont à placer entre la fin de phrase et le point final[comme ça].
- Les liens internes (vers d'autres articles de Wikipédia) sont à choisir avec parcimonie. Créez des liens vers des articles approfondissant le sujet. Les termes génériques sans rapport avec le sujet sont à éviter, ainsi que les répétitions de liens vers un même terme.
- Les liens externes sont à placer uniquement dans une section « Liens externes », à la fin de l'article. Ces liens sont à choisir avec parcimonie suivant les règles définies. Si un lien sert de source à l'article, son insertion dans le texte est à faire par les notes de bas de page.
- La présentation des références doit suivre les conventions bibliographiques. Il est recommandé d'utiliser les modèles {{Ouvrage}}, {{Chapitre}}, {{Article}}, {{Lien web}} et/ou {{Bibliographie}}. Le mode d'édition visuel peut mettre en forme automatiquement les références.
- Insérer une infobox (cadre d'informations à droite) n'est pas obligatoire pour parachever la mise en page.

Pour une aide détaillée, merci de consulter Aide:Wikification.
Si vous pensez que ces points ont été résolus, vous pouvez retirer ce bandeau et améliorer la mise en forme d'un autre article.

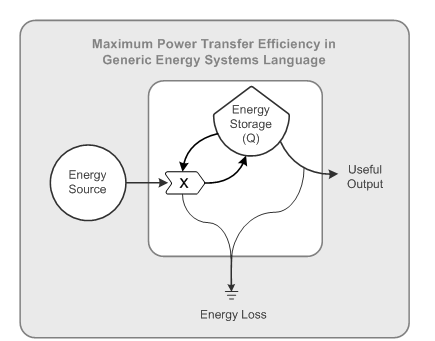
Maximum Power Principle in Energy Systems Language adapted from Odum and Odum 2000, p. 38

Le principe de puissance maximum ou principe de Lotka a été proposé comme le 4eme principe  principe énergétique dans un système ouvert en thermodynamique, où la cellule vivante en est un bon exemple. D'après Howard T. Odum,  "Le principe de puissance maximale peut être énoncé : Pendant l’auto-organisation, les conceptions de système se développent et prévalent qui maximisent la consommation d’énergie, la transformation d’énergie, et les utilisations qui renforcent la production et l’efficacité"

## Historique
Chen a trouvé l’origine de la déclaration de puissance maximale comme principe formel dans une proposition provisoire d'Alfred J. Lotka. La déclaration de Lotka a cherché à expliquer la notion darwinienne d’évolution en référence à un principe physique. Le travail de Lotka a ensuite été développé par l’écologiste des systèmes Howard T. Odum en collaboration avec l’ingénieur chimique Richard C. Pinkerton, et plus tard avancé par l’ingénieur Myron Tribus.
Bien que le travail de Lotka peut avoir été une première tentative de formaliser la pensée évolutionnaire en termes mathématiques, il a suivi des observations similaires faites par Leibniz et  Volterra et Ludwig Boltzmann, par exemple, tout au long de l’histoire parfois controversée de la philosophie naturelle. Dans la littérature contemporaine, il est le plus souvent associé à l’œuvre de Howard T. Odum.
L’importance de l’approche d’Odum a reçu un plus grand soutien dans les années 1970, au milieu des périodes de crise pétrolière, où, comme Gilliland. On a observé un besoin émergent d’une nouvelle méthode d’analyse de l’importance et de la valeur des ressources énergétiques pour la production économique et environnementale. Un champ connu sous le nom d’analyse énergétique, lui-même associé à l’énergie nette et au TRE, est apparu pour répondre à ce besoin analytique. Toutefois, dans l’analyse de l’énergie, des difficultés théoriques et pratiques insolubles sont apparues lors de l’utilisation de l’unité d’énergie pour comprendre a) la conversion entre types de combustibles concentrés (ou types d’énergie), b) la contribution du travail et c) la contribution de l’environnement.